# Општина Балчешти (Валча)
Балчешти (рум. Bãlceşti) општина је у Румунији у округу Валча.
Oпштина се налази на надморској висини од 184 m.